# Ковальський Вячеслав Морисович
Ковальський Вячеслав Морисович (10.11.1966) - Український снайпер із 13 відділу військової контррозвідки СБУ. Вячеславу вдалося ліквідувати двух окупантів, тим ж встановити світовий рекорд пострілу з снайперської гвинтівки „Володар Обрію“, розробником якої є бригадний генерал СБУ „Хантер“, на дальність 3800 метрів.

## Біографія
Вячеслав народився у місці Бердичів (Житомирський район).